# Marginella helmatina
Marginella helmatina is een slakkensoort uit de familie van de Marginellidae. De wetenschappelijke naam van de soort is voor het eerst geldig gepubliceerd in 1832 door Rang.